# Reduktaza syntazy metioninowej
Reduktaza syntazy metioninowej (ang. methionine synthase reductase, EC 1.16.1.8) to enzym katalizujący reakcję metylacji kofaktora enzymu syntazy metioninowej, którym jest kobalamina. Donorem grupy metylowej jest S-adenozylometionina (SAM).